# Heartland-Theorie
Die Heartland-Theorie ist eine geopolitische und -strategische Theorie des britischen Geographen Halford Mackinder. In seinem  Aufsatz „The geographical pivot of history“ (1904), zunächst der Royal Geographical Society vorgelegt, später als Teil seines Werkes „Democratic Ideals and Reality“ veröffentlicht, formulierte er diese Theorie zur Warnung an seine Landsleute. Er setzte sich mit der Bedeutung von Geographie, Technik, Wirtschaft, Industrie sowie Rohstoff- und Bevölkerungsressourcen für eine vergleichende Bewertung von Landmacht und Seemacht auseinander. Nach dem Ersten Weltkrieg aktualisierte er seine Theorie unter dem Eindruck des Krieges. Sein Heartland-Konzept gilt manchen als „die wohl bedeutsamste Idee in der Geschichte der Geopolitik.“

## Die Theorie

### Die Weltinsel und das „Herzland“
Nach Mackinder kann die Weltoberfläche in folgende Gebiete eingeteilt werden:
- Die Weltinsel, die aus den zusammenhängenden Kontinenten Europa, Asien und Afrika besteht. Dies ist die größte, bevölkerungsreichste und reichste aller möglicher Verbindungen von Ländern.
- Die halbmondförmig angeordneten küstennahen Inseln (Inner or marginal crescent.)
- Die halbmondförmig angeordneten küstenfernen Inseln (Lands of outer or insular crescent,) zu denen der amerikanische Doppelkontinent und Australien gehören.

Das Heartland (Pivot Area) liegt im Zentrum der Weltinsel und erstreckt sich von der Wolga bis zum Jangtsekiang und vom Himalaya zur Arktik. Mackinders Heartland war das Gebiet, das vom Russischen Reich regiert wurde, danach von der Sowjetunion, abzüglich der Halbinsel Kamtschatka.

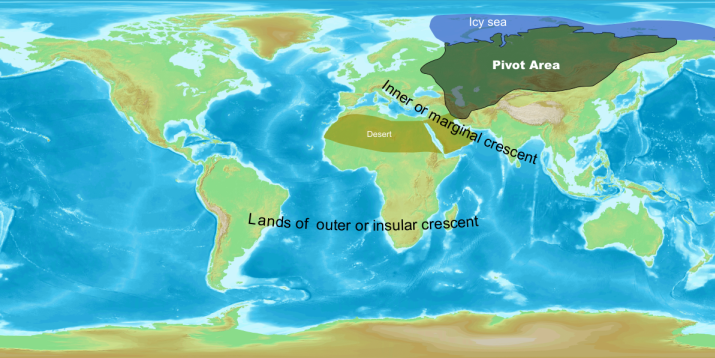
Die Einteilung der „Weltinsel“ in Mackinders Heartland-Theorie

### Grundzüge der Theorie
Wie in anderen orthodoxen geopolitischen Theorien legte Mackinder seiner Theorie ein materialistisch geprägtes Menschenbild zugrunde, in dem Menschen im Rahmen ihrer Bedürfnisse nach Sicherheit und Wohlstand miteinander im Wettbewerb um Territorium und Ressourcen stehen. In diesem Zusammenhang sah er sich und das britische Weltreich am Ende eines kolumbianischen Zeitalters (Columbian era), das von der Entdeckung des amerikanischen Kontinents für Europa durch Christoph Kolumbus an von der relativen Dominanz der Seemacht über die Landmacht geprägt gewesen sei.
Im Gegensatz zu der von Alfred Thayer Mahan formulierten Theorie der alleinigen historischen Dominanz der Seemacht betont Mackinder, dass im Verlauf der Geschichte sowohl Land- als auch Seemacht als entscheidende Faktoren gewirkt haben. Einer expandierenden Landmacht sei es häufig gelungen, eine Seemacht zu bezwingen, indem sie deren Stützpunkte von der Landseite her erobert habe. Großbritanniens effektive Kontrolle über die Weltmeere verschaffte ihm bis in das 20. Jahrhundert hinein universale Hegemonie. Danach verlor es, Mackinder zufolge, durch Dampfmaschine und Motor und das in deren Gefolge aufkommende Straßen- und Eisenbahnverkehrsnetz seine Welthandelsdominanz. Die Macht Großbritanniens wurde gegenüber den kontinentalen Staaten gemindert.
Entwickelt nun das „Herzland“ des Kontinents – Westsibirien und das europäische Russland – entsprechende Verkehrswege und in ihrem Gefolge einen hohen industriellen und wirtschaftlichen Durchdringungsgrad, so wird es eine entsprechend größere Macht ausüben können. Ein mächtiger Kontinentalstaat, dem alle Errungenschaften moderner Technik zur Verfügung stünden, könnte durch eine Herrschaft über dieses „Herzland“ die Herrschaft über die gesamte „Weltinsel“ erlangen. Mackinder formulierte dies als einen in der Literatur vielzitierten Merksatz:

“Who rules Eastern Europe commands the Heartland

Who rules the Heartland commands the World Island

Who rules the World Island commands the World”

„Wer über Osteuropa herrscht, beherrscht das Herzland.

Wer über das Herzland herrscht, beherrscht die Weltinsel.

Wer über die Weltinsel herrscht, beherrscht die Welt.“

Unter der „Weltinsel“ verstand Mackinder Eurasien unter Hinzunahme des afrikanischen Kontinents. Die Rohstoff- und Bevölkerungsressourcen dieses Gesamtgebietes würde die Beherrschung der kontinentalen „Randländer“ und sukzessive auch des amerikanischen und australischen Kontinents sowie Japans ermöglichen.

## Rezeption und Weiterentwicklungen
Mackinders Heartland-Theorie unterliegt sowohl innerhalb als auch außerhalb der geopolitischen Forschung kontroverser Diskussion. Vertreter der Geopolitik orthodoxer Ausrichtung stehen der Theorie wohlwollend gegenüber, bescheinigen Mackinder jedoch eine grobe Vereinfachung historischer Entwicklungen. So merkt der US-amerikanische Politikwissenschaftler C. Dale Walton an, dass Mackinder den Machtzuwachs der Vereinigten Staaten und deren Garantie der europäischen Sicherheit hätte absehen können, auch wenn Landmächte einer Kontrolle des Herzlandes im 20. Jahrhundert besonders nahe gewesen seien. Ebenso habe es durchaus in Mackinders Vorstellungsbereich liegen können, dass die Seemächte auf die technische Dynamik der Landmächte mit einem eigenen Innovationsschub reagieren würden, wie dies anhand von nuklearen und thermonuklearen Waffen, Langstreckenbombern sowie land- und seegestützten Langstreckenraketen in der Mitte des 20. Jahrhunderts eingetreten sei.
Den Thesen des US-amerikanischen Geographen Nicholas J. Spykmans, die er kurz vor dem Eintritt der Vereinigten Staaten in den Zweiten Weltkrieg formulierte, lag Mackinders Paradigma von der Weltinsel zugrunde. Spykman gelangte zur Ansicht, dass die USA eine anhaltende Kontrolle der Weltinsel vom nordasiatischen Herzland aus verhindern müssten, wollten sie als Seemacht ihre Sicherheit und Unabhängigkeit garantieren.
Herfried Münkler konstatiert, dass in der Realität die USA sowohl den Vorstellungen Mahans wie auch Mackinders folgten. Nach dem Zweiten Weltkrieg suchten sie sowohl in Europa wie Asien die Küstenregionen zu kontrollieren, was sie in Ostasien zwei schwere Kriege kostete. Er weist darauf hin, dass die geopolitischen Theorien selbst politische Konflikte beeinflussen können, so war es eine Ironie der Geschichte, dass vor dem Ersten Weltkrieg die deutsche Flottenrüstung sich stark an den Vorstellungen Mahans orientierte, während das britische Seereich in seiner Gefahrenanalyse und dem Vorgehen gegen Deutschland den Vorstellungen Mackinders folgte, was nach der Aufgabe des gegen Russland gerichteten Great Game deutsche Einkreisungsängste beförderte.
Der Asienexperte Alfred McCoy setzte die Rezeptionsgeschichte von Mackinders Heartland-Theorie fort. Er sieht in dem sich „schärfer abzeichnenden Konflikt zwischen Peking und Washington nur die letzte Runde in einem jahrhundertelangen Kampf um die Kontrolle der eurasischen Landmasse zwischen Meeres- und Landmächten“. Der russische Präsident Wladimir Putin und der chinesische Präsident Xi Jinping proklamierten am 4. Februar 2022 die Installation eines „neuen globalen Governance-System“ durch eine Verbesserung der Verkehrsinfrastruktur auf dem eurasischen Kontinent sowie gemeinsame Öl- und Gas-Kooperationsprojekte. Im eurasischen Osten verfolge „China eine ähnliche, wenn auch subtilere Strategie“, um im Indo-Pazifik die bisherige Dominanz der US-Flotte in Frage zu stellen.

## Belege
1. ↑  The Geographical Pivot of History in The Geographical Journal, April 1904.
2. ↑  Democratic Ideals and Reality (Memento vom 5. März 2009 im Internet Archive), Washington, DC: National Defence University Press, 1996, pp. 175–194
3. ↑  Nils Hoffmann: Renaissance der Geopolitik? Die deutsche Sicherheitspolitik nach dem Kalten Krieg, Wiesbaden 2012, S. 35.
4. ↑  vgl. Walton, C. Dale: Geopolitics and the Powers of the Twenty-First Century: Multipolarity and the revolution in strategic perspective, Routledge: Abingdon 2008, S. 27.
5. ↑  Mackinder, Halford J.: Democratic Ideals and Reality, Washington, DC: National Defense University Press 1962, Neuauflage 1996, mit einer Einführung von Stephen V. Mladineo, S. 106.
6. ↑  vgl. Walton, C. Dale: Geopolitics and the Powers of the Twenty-First Century: Multipolarity and the revolution in strategic perspective, Routledge: Abingdon 2008, S. 1f.
7. ↑  Herfried Münkler: Kriegssplitter: die Evolution der Gewalt im 20. und 21. Jahrhundert. 1.  Auflage. Rowohlt Berlin, Berlin 2015, ISBN 978-3-87134-816-7, S. 259, 311 f.
8. ↑  Alfred W. McCoy: Russland, China und der Feind. In: Le Monde diplomatique. 7. April 2022, abgerufen am 30. September 2022.
9. ↑  Burkhard Bischof: Das geopolitische Ringen um das „Herzland“ Eurasien. In: Die Presse. 29. April 2018, abgerufen am 30. September 2022.
10. ↑  Boas Lieberherr, Linda Maduz: Der Indopazifik: Auf dem Schachbrett der amerikanischen Geopolitik taucht eine neue Region auf. In: Neue Zürcher Zeitung. 13. Mai 2022, abgerufen am 30. September 2022.